# Полупрофессионал (фильм)
«Полупрофессионал» (англ. Semi-Pro) — американский кинофильм 2008 года режиссёра Кента Альтермана. 
Вышел на экраны 19 февраля 2008 г.

## Сюжет
В середине 70-х Национальная баскетбольная ассоциация не оставила никаких шансов Американской баскетбольной ассоциации и последнюю было решено упразднить. Лишь четыре лучшие команды доживающей последние деньки АБА имели возможность войти в НБА, и «Флинт Тропикс» — уж точно не из их числа. Однако владелец худшей команды лиги (а также её играющий тренер) Джеки Мун не теряет надежды: он планирует довести свою команду с последнего места в турнирной таблице до четвёртого, дающего пропуск в НБА. 
Воплощая в жизнь свой авантюрный, если не сказать безумный, план, Мун заручается поддержкой вышедшей в тираж звезды и пытается вдохновить свою команду на величайший подвиг в её истории. В одной из сцен фильма герой Джеки Муна (Уилл Феррелл), изобретает аллей-уп после того, как потерял сознание и поговорил со своей покойной матерью на небесах. Толпа и дикторы остались в оцепенении, не в силах понять, что произошло. Судья был ошеломлен, чувствуя, что должен был быть фол, а может быть, даже два фола. Моникс (Вуди Харрельсон), ломает механику игры и убеждает судью, что это стоит два очка. Новый элемент игры позволяет команде сплотиться и в конечном итоге победить «Сан-Антонио Спёрс».

## В ролях
- Уилл Феррелл — Джеки Мун
- Вуди Харрельсон — Эд Моникс
- Андре Бенджамин — Кларенс Винтерс
- Мора Тирни — Линн
- Эндрю Дэйли — Дик Пеперфилд
- Уилл Арнетт — Луи Рэдвуд
- Энди Рихтер — Бобби Ди, генеральный менеджер баскетбольной команды «Флинт-Тропикс»
- Джейсон Судейкис — Nacho Fan
- Дэвид Кокнер — Алан Олт
- Мэтт Уолш — Отец Пэт
- Патти Лабелль — миссис Мун
- Тим Медоуз — Корнелиус Бэнкс
- Кристен Уиг
- Эллия Инглиш — мисс Квинси
- Эд Хелмс — репортёр
- Брайан Хаски — репортёр
- Пол Раст — Даррен
- Шарлин И — Джоди
- Стив Бэннос — полицейский

Не указаны в титрах
- Грэйсон Бучер
- Артис Гилмор
- Джордж Гервин

## Сборы
В первые выходные собрал 15 075 114 долл. (первое место). 
В прокате с 29 февраля по 1 мая 2008, наибольшее число показов в 3121 кинотеатрах единовременно. 
За время проката собрал в мире 43 884 904 $ (101 место по итогам года) из них 33 479 698 $ в США (83 место по итогам года) и 10 405 206 $ в остальном мире.

## Награды
- 2008 — ESPY Awards: ESPY / Best Sports Movie
- 2008 — Golden Trailer Awards: номинировался на Golden Trailer / Best Comedy Poster, Most Original
- 2008 — Teen Choice Awards: номинировался на Teen Choice Award / Choice Movie Actor, Choice Movie

## Дополнительные факты
- В фильме есть сцена с медведем. Для привлечения внимания зрителей Уилл Феррелл борется с медведем гризли по кличке Рокки (гризли одни из самых опасных животных на планете). Так вот 28 апреля 2008 года — этот самый 700-фунтовый медведь ростом 7,5 футов укусил (насмерть) 39-летнего Штефана Миллера в шею на тренировочной базе к востоку от Лос-Анджелеса, где дикие животные обучаются для съемок в фильмах и телепрограммах. Рокки никогда раньше не проявлял агрессии по отношению к людям, поэтому нападение было очень неожиданным. Медведь напал на тренера во время тренировки, на которой присутствовали три опытных тренера, включая погибшего Миллера, сообщает агентство Reuters. Двух других тренеров, также находившихся на базе, спасло то, что они успели применить перцовый газовый баллончик. Представители властей заявляют, что владельцам животного предстоит принять решение — сохранить медведю жизнь или усыпить его.
- В США песня в исполнении Jackie Moon (Уилл Феррелл) — «Love Me Sexy» — стала хитом после выхода фильма
- На предварительном показе в Остине, Техас за две недели до премьеры, все зрители были одеты в баскетбольную форму, аналог формы Джеки Муна из фильма.

### Фотосессия для Sports Illustrated
В рамках кампании по продвижению фильма Уилл Феррелл и известная модель Хайди Клум снялись в довольно откровенной фотосессии для журнала Sports Illustrated.